# تريفور هوكي
تريفور هوكي (بالإنجليزية: Trevor Hockey)‏ هو مدرب كرة قدم ولاعب كرة قدم أمريكي في مركز الوسط، ولد في 1 مايو 1943 في كيثلي ‏ في المملكة المتحدة، وتوفي بنفس المكان في 2 أبريل 1987 بسبب نوبة قلبية. شارك مع منتخب ويلز لكرة القدم. أما مع النوادي، فقد لعب مع أستون فيلا وأشتون يونايتد وبرادفورد سيتي وبرمنغهام سيتي وسان خوزيه إيرث كويكس وشيفيلد يونايتد ونوتينغهام فورست ونورويتش سيتي ونيوكاسل يونايتد.